# George Fenton
George Fenton (Londres, Inglaterra, 19 de outubro de 1950) é um compositor inglês que teve as colaborações entre: Richard Attenborough, Ken Loach, Stephen Frears, Nora Ephron, Neil Jordan, Andy Tennant e Nicholas Hytner. George Fenton compôs as bandas sonoras para filmes de drama e comédia. Também compôs as bandas sonoras dos principais telejornais da BBC, como o Newsnight, o BBC Breakfast Time e o BBC Nine O'Clock News.